# Singoli al numero uno nella Billboard Hot 100 nel 1998
Di seguito è riportata la lista dei singoli al numero uno nella Billboard Hot 100 nel 1998.
La Billboard Hot 100 è una classifica musicale che considera le canzoni più di successo negli Stati Uniti. I dati sono redatti dalla compagnia Nielsen SoundScan, prendendo in considerazione le vendite fisiche e i passaggi radiofonici di ogni singolo e, in seguito, la classifica finale viene pubblicata settimanalmente dalla rivista Billboard.
Nel 1998 sono stati 16 i singoli che hanno raggiunto la prima posizione della classifica. Invece, sono stati 10 gli artisti che hanno raggiunto per la prima volta la vetta della Billboard Hot 100, ovvero: i Savage Garden, Usher, Will Smith, i Next, Brandy, Monica, gli Aerosmith, i Barenaked Ladies, Lauryn Hill e le Divine. Le cantanti Monica e Céline Dion sono le uniche artiste ad aver ottenuto più di un singolo numero uno durante l'anno, con due ciascuna.
The Boy Is Mine, duetto delle cantanti statunitensi Monica e Brandy, è stato il brano con la più lunga permanenza in vetta alla classifica dell'anno, con 13 settimane consecutive. Ad eccezione di My All di Mariah Carey, One Week dei Barenaked Ladies e Lately delle Divine, che sono rimaste alla prima posizione per una sola settimana, tutti gli altri singoli hanno regnato per almeno due settimane.

## Hot 100

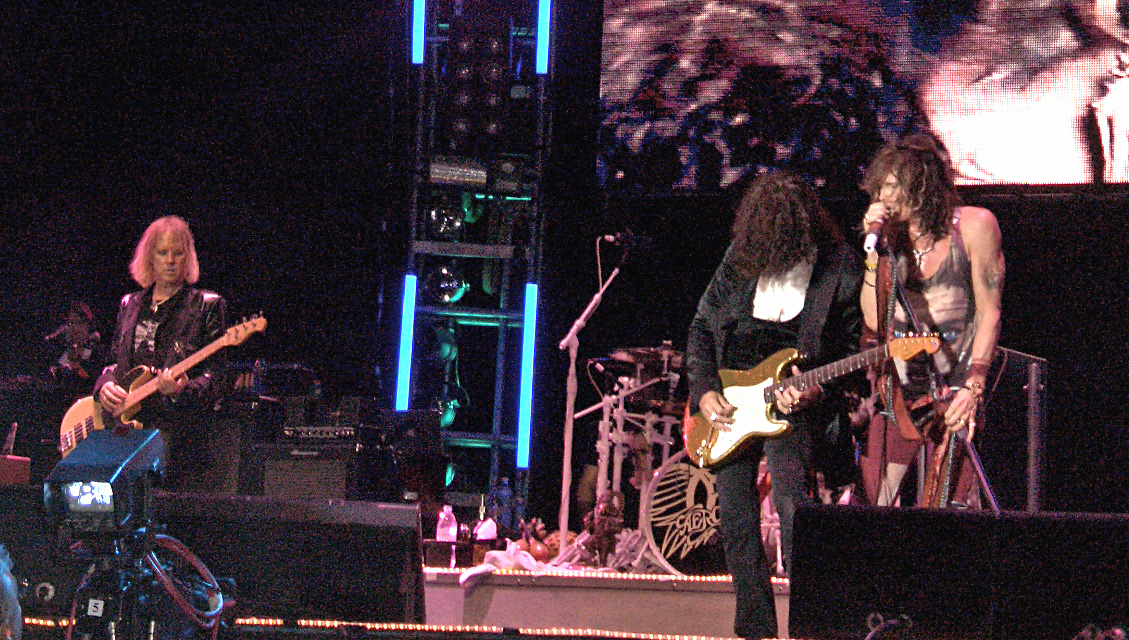
Gli Aerosmith raggiunsero per la prima e unica volta la vetta della Billboard Hot 100, con il singolo I Don't Want to Miss a Thing.

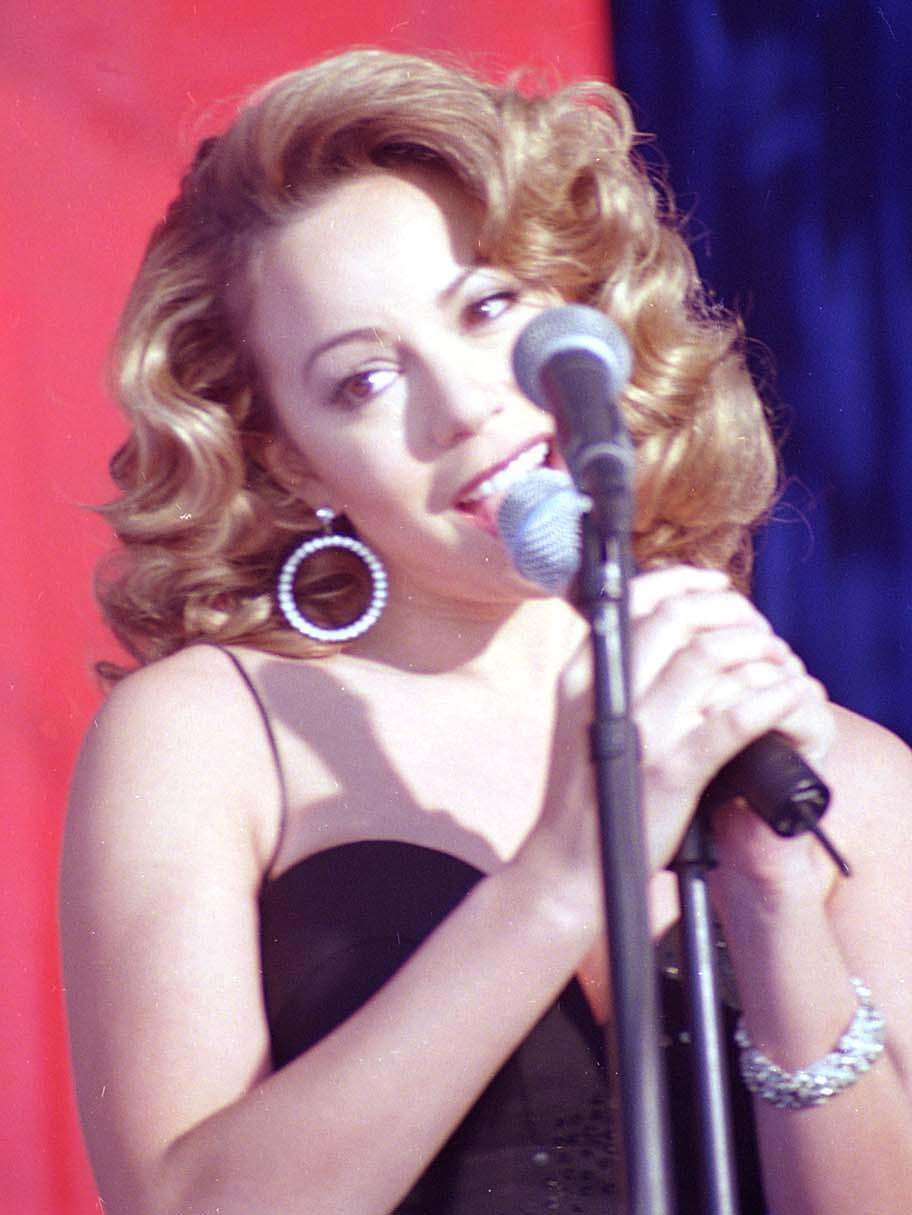
La cantante statunitense Mariah Carey ottenne la sua 13ª numero uno della carriera, quando il suo singolo My All raggiunse la vetta della classifica.

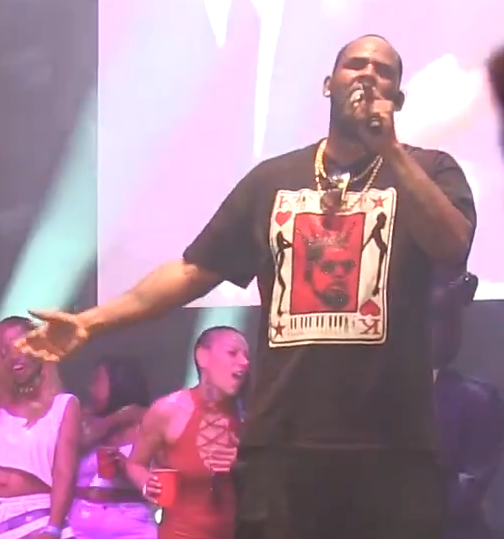
I'm Your Angel, duetto del cantautore statunitense R. Kelly e della cantante canadese Céline Dion, è stato il primo brano a conquistare la vetta con il nuovo sistema di rilevazione della Billboard, che includeva anche i brani trasmessi solo in radio.

| † | Indica la canzone con le migliori prestazioni del 1998 |

| Data                                                                                            | Brano                                                              | Artista                | Totale settimane al numero 1 | Fonti  |
| ----------------------------------------------------------------------------------------------- | ------------------------------------------------------------------ | ---------------------- | ---------------------------- | ------ |
| 3 gennaio                                                                                       | Something About the Way You Look Tonight / Candle in the Wind 1997 | Elton John             | 14                           | [ 2 ]  |
| 10 gennaio                                                                                      | Something About the Way You Look Tonight / Candle in the Wind 1997 | Elton John             | 14                           | [ 3 ]  |
| 17 gennaio                                                                                      | Truly Madly Deeply                                                 | Savage Garden          | 2                            | [ 4 ]  |
| 24 gennaio                                                                                      | Truly Madly Deeply                                                 | Savage Garden          | 2                            | [ 5 ]  |
| 31 gennaio                                                                                      | Together Again                                                     | Janet Jackson          | 2                            | [ 6 ]  |
| 7 febbraio                                                                                      | Together Again                                                     | Janet Jackson          | 2                            | [ 7 ]  |
| 14 febbraio                                                                                     | Nice & Slow                                                        | Usher                  | 2                            | [ 8 ]  |
| 21 febbraio                                                                                     | Nice & Slow                                                        | Usher                  | 2                            | [ 9 ]  |
| 28 febbraio                                                                                     | My Heart Will Go On                                                | Céline Dion            | 2                            | [ 10 ] |
| 7 marzo                                                                                         | My Heart Will Go On                                                | Céline Dion            | 2                            | [ 11 ] |
| 14 marzo                                                                                        | Gettin' Jiggy wit It                                               | Will Smith             | 3                            | [ 12 ] |
| 21 marzo                                                                                        | Gettin' Jiggy wit It                                               | Will Smith             | 3                            | [ 13 ] |
| 28 marzo                                                                                        | Gettin' Jiggy wit It                                               | Will Smith             | 3                            | [ 14 ] |
| 4 aprile                                                                                        | All My Life                                                        | K-Ci & JoJo            | 3                            | [ 15 ] |
| 11 aprile                                                                                       | All My Life                                                        | K-Ci & JoJo            | 3                            | [ 16 ] |
| 18 aprile                                                                                       | All My Life                                                        | K-Ci & JoJo            | 3                            | [ 17 ] |
| 25 aprile                                                                                       | Too Close †                                                        | Next                   | 5                            | [ 18 ] |
| 2 maggio                                                                                        | Too Close †                                                        | Next                   | 5                            | [ 19 ] |
| 9 maggio                                                                                        | Too Close †                                                        | Next                   | 5                            | [ 20 ] |
| 16 maggio                                                                                       | Too Close †                                                        | Next                   | 5                            | [ 21 ] |
| 23 maggio                                                                                       | My All                                                             | Mariah Carey           | 1                            | [ 22 ] |
| 30 maggio                                                                                       | Too Close †                                                        | Next                   | 5                            | [ 23 ] |
| 6 giugno                                                                                        | The Boy Is Mine                                                    | Brandy & Monica        | 13                           | [ 24 ] |
| 13 giugno                                                                                       | The Boy Is Mine                                                    | Brandy & Monica        | 13                           | [ 25 ] |
| 20 giugno                                                                                       | The Boy Is Mine                                                    | Brandy & Monica        | 13                           | [ 26 ] |
| 27 giugno                                                                                       | The Boy Is Mine                                                    | Brandy & Monica        | 13                           | [ 27 ] |
| 4 luglio                                                                                        | The Boy Is Mine                                                    | Brandy & Monica        | 13                           | [ 28 ] |
| 11 luglio                                                                                       | The Boy Is Mine                                                    | Brandy & Monica        | 13                           | [ 29 ] |
| 18 luglio                                                                                       | The Boy Is Mine                                                    | Brandy & Monica        | 13                           | [ 30 ] |
| 25 luglio                                                                                       | The Boy Is Mine                                                    | Brandy & Monica        | 13                           | [ 31 ] |
| 1° agosto                                                                                       | The Boy Is Mine                                                    | Brandy & Monica        | 13                           | [ 32 ] |
| 8 agosto                                                                                        | The Boy Is Mine                                                    | Brandy & Monica        | 13                           | [ 33 ] |
| 15 agosto                                                                                       | The Boy Is Mine                                                    | Brandy & Monica        | 13                           | [ 34 ] |
| 22 agosto                                                                                       | The Boy Is Mine                                                    | Brandy & Monica        | 13                           | [ 35 ] |
| 29 agosto                                                                                       | The Boy Is Mine                                                    | Brandy & Monica        | 13                           | [ 36 ] |
| 5 settembre                                                                                     | I Don't Want to Miss a Thing                                       | Aerosmith              | 4                            | [ 37 ] |
| 12 settembre                                                                                    | I Don't Want to Miss a Thing                                       | Aerosmith              | 4                            | [ 38 ] |
| 19 settembre                                                                                    | I Don't Want to Miss a Thing                                       | Aerosmith              | 4                            | [ 39 ] |
| 26 settembre                                                                                    | I Don't Want to Miss a Thing                                       | Aerosmith              | 4                            | [ 40 ] |
| 3 ottobre                                                                                       | The First Night                                                    | Monica                 | 5                            | [ 41 ] |
| 10 ottobre                                                                                      | The First Night                                                    | Monica                 | 5                            | [ 42 ] |
| 17 ottobre                                                                                      | One Week                                                           | Barenaked Ladies       | 1                            | [ 43 ] |
| 24 ottobre                                                                                      | The First Night                                                    | Monica                 | 5                            | [ 44 ] |
| 31 ottobre                                                                                      | The First Night                                                    | Monica                 | 5                            | [ 45 ] |
| 7 novembre                                                                                      | The First Night                                                    | Monica                 | 5                            | [ 46 ] |
| 14 novembre                                                                                     | Doo Wop (That Thing)                                               | Lauryn Hill            | 2                            | [ 47 ] |
| 21 novembre                                                                                     | Doo Wop (That Thing)                                               | Lauryn Hill            | 2                            | [ 48 ] |
| 28 novembre                                                                                     | Lately                                                             | Divine                 | 1                            | [ 49 ] |
| Billboard aggiorna il sistema di rilevazione, includendo anche i brani trasmessi solo in radio. |                                                                    |                        |                              |        |
| 5 dicembre                                                                                      | I'm Your Angel                                                     | R. Kelly & Céline Dion | 6                            | [ 50 ] |
| 12 dicembre                                                                                     | I'm Your Angel                                                     | R. Kelly & Céline Dion | 6                            | [ 51 ] |
| 19 dicembre                                                                                     | I'm Your Angel                                                     | R. Kelly & Céline Dion | 6                            | [ 52 ] |
| 26 dicembre                                                                                     | I'm Your Angel                                                     | R. Kelly & Céline Dion | 6                            | [ 53 ] |

Note:
1. ↑  Ha raggiunto il numero uno anche nel 1997.
2. ↑  Ha raggiunto il numero uno anche nel 1999.

## Top 10 Year-End 1998
Alla fine di ogni anno, Billboard pubblica una lista delle 100 canzoni che hanno avuto più successo nella Hot 100 durante l'anno di riferimento. Di seguito sono proposte le prime 10 posizioni della classifica di fine anno.
| #  | Brano                                                              | Artista/i       | Posizione massima | Fonti |
| -- | ------------------------------------------------------------------ | --------------- | ----------------- | ----- |
| 1  | Too Close                                                          | Next            | 1                 | [ 1 ] |
| 2  | The Boys Is Mine                                                   | Brandy & Monica | 1                 | [ 1 ] |
| 3  | You're Still the One                                               | Shania Twain    | 2                 | [ 1 ] |
| 4  | Truly Madly Depply                                                 | Savage Garden   | 1                 | [ 1 ] |
| 5  | How Do I Live                                                      | LeAnn Rimes     | 2                 | [ 1 ] |
| 6  | Together Again                                                     | Janet Jackson   | 1                 | [ 1 ] |
| 7  | All My Life                                                        | K-Ci & JoJo     | 1                 | [ 1 ] |
| 8  | Something About the Way You Look Tonight / Candle in the Wind 1997 | Elton John      | 1                 | [ 1 ] |
| 9  | Nice & Slow                                                        | Usher           | 1                 | [ 1 ] |
| 10 | I Don't Want to Wait                                               | Paula Cole      | 11                | [ 1 ] |